# Alan Ladd

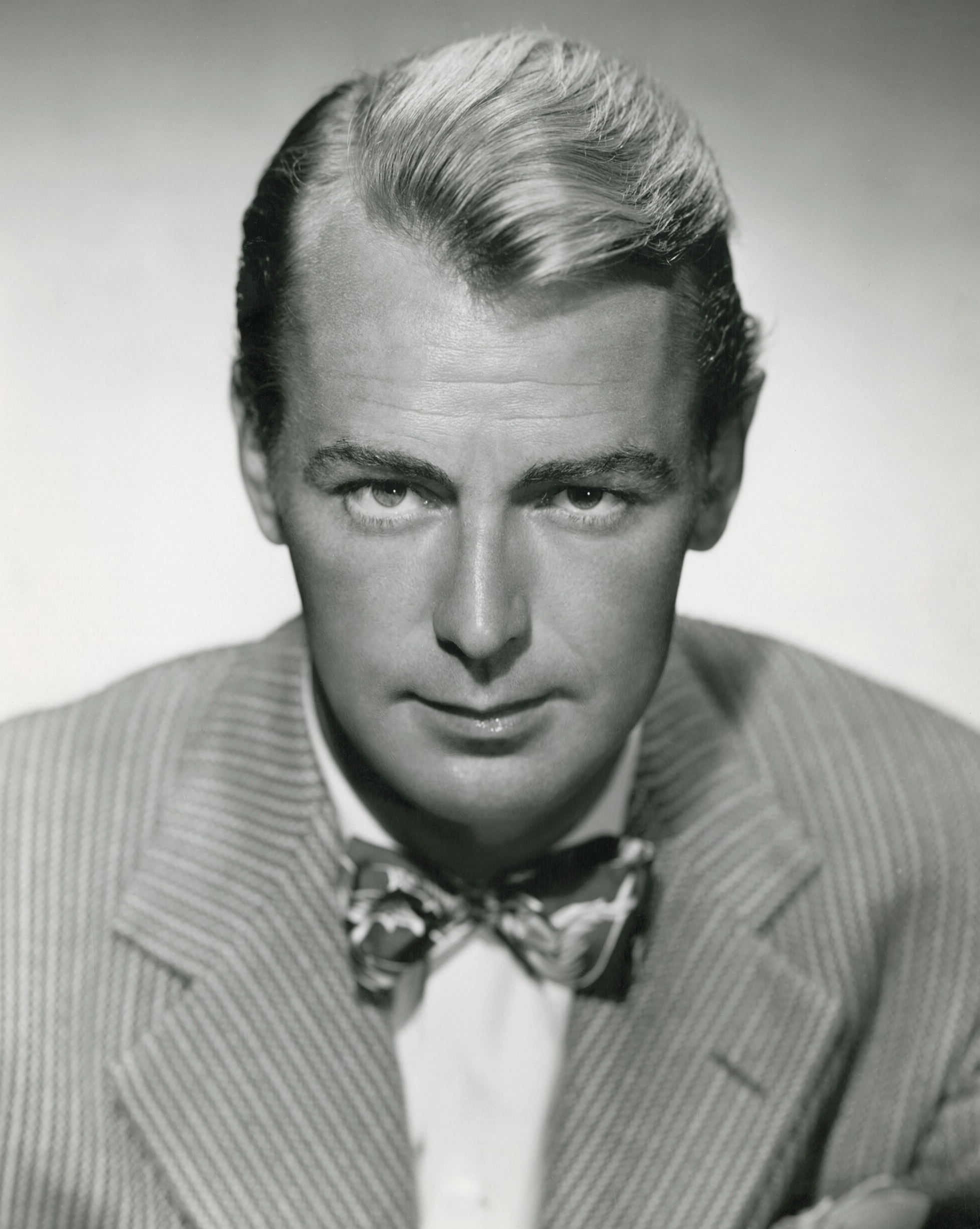
Alan Ladd (1944)

Alan Walbridge Ladd (* 3. September 1913 in Hot Springs, Arkansas; † 29. Januar 1964 in Palm Springs, Kalifornien) war ein US-amerikanischer Filmschauspieler, der vorrangig durch seine Darstellung schweigsamer, harter Charaktere in Western und Film noirs bekannt wurde. Einer seiner bekanntesten Auftritte ist die Titelrolle im Westernklassiker Mein großer Freund Shane.

## Leben und Karriere
Alan Ladd wurde 1913 als Sohn von Selina „Ina“ Rowley (1888–1937) und Alan Harwood Ladd (1874–1920) in Hot Springs, Arkansas, geboren. Als er sieben Jahre alt war, zog er mit seiner Familie nach North Hollywood. Nach seinem Abschluss an der North Hollywood High School, wo er sich im Schwimmen und in der Leichtathletik hervortat, wurde er von Talentscouts der Universal Studios als mögliches Nachwuchstalent entdeckt. Nach kurzer Zeit ließ ihn das Filmstudio jedoch wieder fallen und er nahm eine kleine Stelle beim San Fernando Valley Sun Record an. Nach einer zweijährigen Anstellung als Grip schrieb er sich an der Bard Dramatic School ein.
Nachdem Ladd lange Zeit vergeblich versucht hatte, im Filmgeschäft Fuß zu fassen, war es schließlich seine Frau, die Agentin Sue Carol, die ihm 1942 einen Vertrag bei Paramount Pictures besorgte. Dort stieg er dank der Rolle eines Auftragskillers in dem Gangsterfilm Die Narbenhand an der Seite von Veronica Lake umgehend zum Star auf. Die beiden Schauspieler drehten noch mehrere Filme zusammen, darunter Der gläserne Schlüssel und Die blaue Dahlie. Während der ganzen Dekade blieb Ladd bei Paramount und drehte hauptsächlich Abenteuerfilme und dramatische Liebesfilme. Zu seinen größten Erfolgen gehörte der Auftritt neben Dorothy Lamour in Rauhe Ernte, einer Liebesgeschichte zwischen einer Erntehelferin und einem Aufseher, deren offene Darstellung der Ausbeutung und sexuellen Belästigung in vielem wie eine Vorstudie für den italienischen Film Bitterer Reis erscheint.

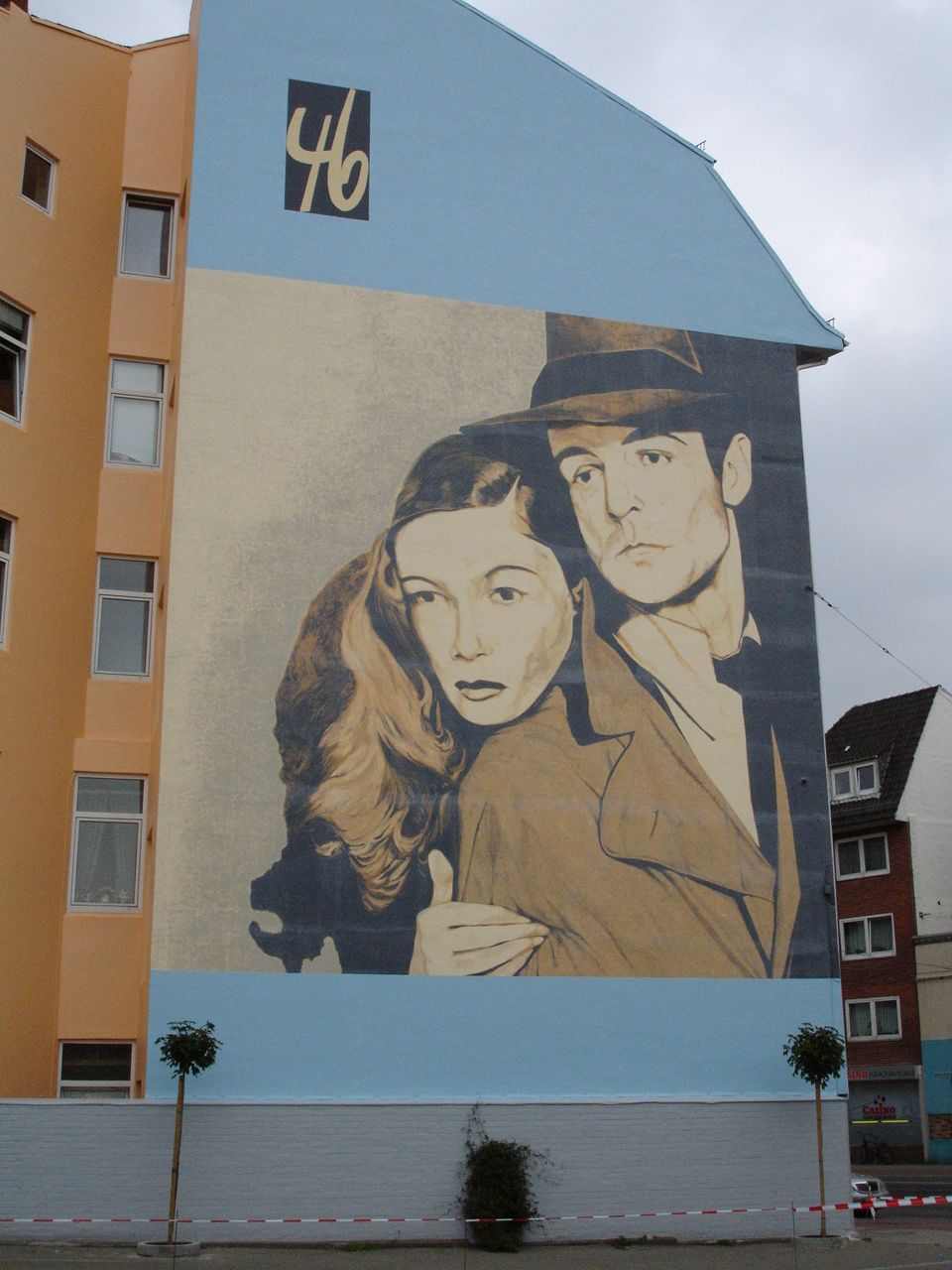
Veronica Lake und Alan Ladd in einer Szene von Die Narbenhand; Wandmalerei am früheren Standort des Kino 46 im Bremer Stadtteil Walle

Seine bekanntesten Rollen unter seinem laufenden Vertrag bekam Ladd 1949 in der Verfilmung des Romans Der große Gatsby von F. Scott Fitzgerald und in dem Westernklassiker Mein großer Freund Shane, der 1951 abgedreht und erst 1953 in die Kinos kam und ihn an der Seite von Jean Arthur zeigt. Danach löste er seinen Vertrag mit Paramount Pictures und drehte vorwiegend Western, doch hatte seine Karriere bereits den Zenit überschritten. 1963 entstand mit Die Unersättlichen, der Verfilmung eines Romans von Harold Robbins, der letzte Film mit ihm.

## Privatleben und Tod
Alan Ladd war zweimal verheiratet: Von 1936 bis zur Scheidung 1941 mit Marjorie Jane Harrold sowie von 1942 bis zu seinem Tod im Jahr 1964 mit der Schauspielerin und Talentagentin Sue Carol. Er begründete die Filmfamilie Ladd. Seine Kinder sind Alan Ladd Jr. (* 22. Oktober 1937; † 2. März 2022), der als Filmproduzent erfolgreich war, sowie die Schauspieler Alana Ladd Jackson und David Ladd. Letzterer war mit Cheryl Ladd verheiratet, ihre gemeinsame Tochter Jordan Ladd ist ebenfalls Schauspielerin.
Noch vor der Premiere von Die Unersättlichen wurde Alan Ladd tot in seinem Bett aufgefunden. Die Umstände seines Todes waren zunächst unklar. Laut Autopsie starb Ladd an einem Hirnödem, das durch überhöhten Alkoholkonsum und die gleichzeitige Einnahme von Beruhigungsmitteln hervorgerufen wurde. Ein anfänglich vermuteter Herzinfarkt und ein Suizid wurden als Todesursache ausgeschlossen. Sein Grab befindet sich im Freedom Mausoleum des Forest Lawn Memorial Parks in Glendale, Kalifornien. Ihm zu Ehren gibt es einen Stern auf dem Hollywood Walk of Fame in der 1601 Vine Street.

## Filmografie
- 1932: Insel der verlorenen Seelen (Island of Lost Souls)
- 1936: Pigskin Parade
- 1938: The Goldwyn Follies
- 1939: Hitler – Beast of Berlin
- 1939: Herrscher der Meere (Rulers of the Sea)
- 1940: Überfall auf die Olive Branch (Captain Caution)
- 1941: Laurel und Hardy: Schrecken der Kompanie (Great Guns)
- 1941: Paper Bullets
- 1941: Citizen Kane (Citizen Kane)
- 1942: Joan of Paris
- 1942: Die Narbenhand (This Gun for Hire)
- 1942: Der gläserne Schlüssel (The Glass Key)
- 1942: Star Spangled Rhythm
- 1942: Gangsterfalle (Lucky Jordan)
- 1943: China
- 1944: Der Morgen gehört uns (And Now Tomorrow)
- 1945: Duffy’s Tavern
- 1945: Gauner und Gangster (Salty O’Rourke)
- 1946: In Ketten um Kap Horn (Two Years Before The Mast)
- 1946: Die blaue Dahlie (The Blue Dahlia)
- 1946: O.S.S.
- 1947: Kalkutta (Calcutta)
- 1947: Rauhe Ernte (Wild Harvest)
- 1947: Mädchen für Hollywood (Variety Girl) (Cameo)
- 1948: Schmuggler von Saigon (Saigon)
- 1948: Beyond Glory
- 1948: Der Todesverächter (Whispering Smith)
- 1949: Der große Gatsby (The Great Gatsby)
- 1949: Todesfalle von Chikago (Chicago Deadline)
- 1950: Captain Carey, U.S.A.
- 1950: Das Brandmal (Branded)
- 1950: Inspektor Goddard (Appointment with Danger)
- 1952: Im Banne des Teufels (The Iron Mistress)
- 1952: Die Hölle der roten Berge (Red Mountain)
- 1953: Donner in Fern-Ost (Thunder in the East)
- 1953: Der Legionär der Sahara (Desert Legion)
- 1953: Mein großer Freund Shane (Shane)
- 1953: Das Schiff der Verurteilten (Botany Bay)
- 1953: The Red Beret
- 1954: Hölle unter Null (Hell Below Zero)
- 1954: Unter schwarzem Visier (The Black Knight)
- 1954: Saskatschewan (Saskatchewan)
- 1954: Der einsame Adler (Drum Beat)
- 1955: Wolkenstürmer (The McConnell Story)
- 1955: Blutige Straße (Hell on Frisco Bay)
- 1956: Geheime Fracht (Santiago)
- 1957: Herrscher über weites Land (The Big Land)
- 1957: Der Knabe auf dem Delphin (Boy on a Dolphin)
- 1958: Durchbruch bei Morgenrot (The Deep Six)
- 1958: Der stolze Rebell (The Proud Rebel)
- 1958: Geraubtes Gold (The Badlanders)
- 1959: Das tödliche Netz (The Man in the Net)
- 1960: Er kam, sah und siegte (Guns of the Timberland)
- 1960: Und der Herr sei uns gnädig (All the Young Men)
- 1960: Vergeltung ohne Gnade (One Foot in Hell)
- 1961: Die verlorene Legion (Orazi e curiazi)
- 1962: Der Tiger ist unter uns (13 West Street)
- 1964: Die Unersättlichen (The Carpetbaggers)